# Bohdalovice
Bohdalovice település Csehországban, a Český Krumlov-i járásban. Bohdalovice Malšín, Kájov, Světlík, Větřní és Hořice na Šumavě településekkel határos. Lakosainak száma 293 fő (2024. január 1.).

## Népesség
A település lakosságának változását az alábbi diagram mutatja:
| Lakosok száma | 1248 | 1147 | 1172 | 239  | 324  | 264  | 284  | 293  | 308  | 293  |
|               | 1869 | 1890 | 1921 | 1950 | 1980 | 2001 | 2017 | 2019 | 2022 | 2024 |